# Witold Kujawski
Witold Konstanty Kujawski (ur. 27 czerwca 1938 w Kłodawie, zm. 30 grudnia 2021) – polski duchowny rzymskokatolicki, ksiądz prałat, historyk i archiwista, doktor habilitowany.

## Życiorys
7 listopada 1977 obronił pracę doktorską Krzesław z Kurozwęk, jako wielki kanclerz koronny i biskup włocławski, 14 grudnia 1998 habilitował się na podstawie pracy zatytułowanej Kościelne dzieje Sieradza. Pracował w Papieskim Wydziale Teologicznym w Warszawie; Sekcji św. Jana Chrzciciela; Studium Teologii we Włocławku. Zajmował się dziejami Kościoła polskiego w średniowieczu.
Został zatrudniony na stanowisku profesora i kierownika w Zakładzie Historii Kościoła – Starożytnej i Średniowiecznej na Wydziale Teologicznym Uniwersytetu Mikołaja Kopernika w Toruniu. Był dyrektorem Archiwum Diecezjalnego we Włocławku, wykładowcą miejscowego Seminarium Duchownego, członkiem Włocławskiego Towarzystwa Naukowego oraz członkiem Rady Naukowej wydawanego przez Towarzystwo Włocławskiego słownika biograficznego. W 2004 został wiceprzewodniczącym Stowarzyszenia Archiwistów Kościelnych w Polsce.
Wyróżniony godnościami kapelana papieskiego i kanonika gremialnego Kapituły Katedralnej we Włocławku, pełnił posługę duszpasterską jako proboszcz parafii św. Bartłomieja w Smólniku.
Zmarł 30 grudnia 2021. Pochowany został na cmentarzu w Smólniku.

## Wyróżnienia
- 2017: tytuł „Zasłużony dla Gminy Włocławek”[1][2]